# Юліяна Матанович
Юліяна Матанович (хорв. Julijana Matanović; нар. 6 квітня 1959, Градачац, СФР Югославія) — хорватська письменниця, авторка оповідань і романів. Професор Загребського університету.

## Біографія
Народилась 1959 року, навчалась спочатку в школі Джурдженоваца, а потім в старшій школі в Нашиці. Після закінчення останньої, поступила в Осієцький університет імені Йосипа Юрая Штросмаєра, який закінчила 1982 року, отримавши диплом з Югославських мов і літератури. 1998 року захистила докторську дисертацію на факультеті з соціальних студій Загребського університету під назвою «Povijesni roman u hrvatskoj književnosti XX. stoljeća» «укр. Історичний роман у хорватській літературі XX століття».
2009 року отримала премію «Циклоп» у номінації «Кращий прозовий твір» за збірку «Хто ще боїться літературного героя».
Її роботи перекладені українською, німецькою, угорською, сербською, болгарською, македонською та словенською мовами.
Матанович є автором низки наукових монографій, серед яких «Чотири виміри сумнівів» («Četiri dimenzije sumnje», 1989), «Манеризм і бароко» («Manirizam i barok», 1991), «Бароко: з погляду сучасності» («Barok iz suvremenosti gledat», 1992), «Іван Гундулич» («Ivan Gundulić», 1993), «Перша особа однини» («Prvo lice jednine», 1997),  «Гарні звичаї» («Lijepi običaji», 2000). 
За свою літературну і літературно-критичну діяльність, крім премії «Циклоп» (2009), відзначена преміями «Сім секретарів Союзу комуністичної молоді Югославії» (1989), «Йосип і Іван Козарац» (1997) та  «Юліє Бенешич» (2003). 

## Вибрана бібліографія
- «Чому я Вам брехала»  (Zašto sam vam lagala) (1997)
- «Довідка про письменника»  (Bilješka o piscu) (2000) ISBN 9789531421089, OCLC 1019247496
- Lijepi običaji (2000)
- Kao da smo otac i kći (2003) ISBN 9789532008517, OCLC 57736760
- Krsto i Lucijan (2003)
- Laura nije samo anegdota (2005)
- «Хто ще боїться літературного героя»  (Tko se boji lika još) (2008) ISBN 9789531208314, OCLC 302231264
- «Книга жінок, чоловіків, міст і розставань»  (Knjiga od žena, muškaraca, gradova i rastanaka) (2009)